# Девід Зельцер
Девід Зельцер (англ. David Seltzer, 12 лютого 1940) — американський сценарист, продюсер і режисер, можливо, найвідоміший за написання сценаріїв до фільмів «Омен» (1976) і «Пташка на дроті» (1990). Як сценарист і режисер, Зельтцер написав підліткову трагікомедію 1986 року «Лукас» з Корі Хаїмом, Чарлі Шіном і Вайноною Райдер, комедію 1988 року «Родзинка» із Саллі Філд і Томом Хенксом у головних ролях, а також фільм 1992 року «Світло у темряві» із Мелані Гріффіт і Майклом Дугласом у головних ролях, за який отримав як режисер «Золоту малину».

## Фільмографія
| Рік  | Назва                           | Директор | Сцнарист      | Продюсер |
| ---- | ------------------------------- | -------- | ------------- | -------- |
| 1971 | Віллі Вонка і шоколадна фабрика | Ні       | Не зазначено  | Ні       |
| 1971 | Хроніка Геллстрома              | Ні       | Так           | Ні       |
| 1972 | Один — самотнє число            | Ні       | Так           | Ні       |
| 1975 | Інший бік гори                  | Ні       | Так           | Ні       |
| 1976 | Омен                            | Ні       | Так           | Ні       |
| 1979 | Пророцтво                       | Ні       | Так           | Ні       |
| 1982 | Шість тижнів                    | Ні       | Так           | Ні       |
| 1983 | Стіл на п'ятьох                 | Ні       | Так           | Ні       |
| 1986 | Лукас                           | Так      | Так           | Ні       |
| 1988 | Родзинка                        | Так      | Так           | Ні       |
| 1990 | Пташка на дроті                 | Ні       | Так           | Ні       |
| 1992 | Світло у темряві                | Так      | Так           | Так      |
| 1997 | Вісімнадцятий ангел             | Ні       | Так           | Ні       |
| 1998 | Мій гігант                      | Ні       | Так           | Ні       |
| 2001 | Нічия дитина                    | Так      | Так           | Ні       |
| 2002 | Бабка                           | Ні       | Так           | Ні       |
| 2006 | Омен                            | Ні       | Тільки кредит | Ні       |